# Renato Paracchi
Renato Paracchi (Milano, 1º marzo 1929 – Milano, 2 febbraio 2015) è stato un attore italiano.

## Biografia
Attore apparso in molti ruoli di secondo piano, come nel film Mussolini ultimo atto, vanta una partecipazione da attore protagonista nel film di Ermanno Olmi Durante l'estate del 1971. Riposa al cimitero monumentale di Milano.

## Filmografia parziale

### Cinema
- Ancora dollari per i MacGregor, regia di José Luis Merino (1970)
- Il castello dalle porte di fuoco, regia di José Luis Merino (1970)
- Durante l'estate, regia di Ermanno Olmi (1971)
- Arcana, regia di Giulio Questi (1972)
- Le cinque giornate, regia di Dario Argento (1973)
- I figli di nessuno, regia di Bruno Gaburro (1974)
- Mussolini ultimo atto, regia di Carlo Lizzani (1974)
- La prova d'amore, regia di Tiziano Longo (1974)
- Mark il poliziotto, regia di Stelvio Massi (1975)
- L'ultima orgia del III Reich, regia di Cesare Canevari (1977)
- L'Italia in pigiama, regia di Guido Guerrasio (1977)
- Il piatto piange, regia di Paolo Nuzzi (1974)

### Televisione
- Il consigliere imperiale (1971)
- ESP, regia di Daniele D'Anza – sceneggiato TV (1973)
- Un uomo curioso (1975)
- Camilla (1976)
- Paganini (1976)
- Il balordo, regia di Pino Passalacqua – sceneggiato TV (1978)
- Paura sul mondo (1979)
- Nella città perduta di Sarzana (1980)
- La biondina (1982)
- Il diavolo al Pontelungo (1982)